# 葉肇中
葉肇中（Yip Siu Chung，1983年9月11日—），香港音樂製作人，從事作曲、作詞、編曲及監製，電視電影配樂、著名品牌廣告原創音樂、演唱會音樂總監，擅長多元化音樂、公開作品超過數百首，曾任香港演藝學院客席講師，現為電視音樂節目《J Music》音樂總監及 The Dummy Production 創作總監。

## 個人作品

### 2005年
| - 司徒瑞祈 - 戰勝烙印（曲／編） - 吳卓羲 - 春日（葉肇中、鄧智偉編） - 崔建邦 - 正義虎將（曲／葉肇中、鄧智偉、伍仲衡編） - 高鈞賢 - 龍王傳說（鄧智偉、葉肇中編） | - 郭晉安、宣萱 - 軟糖（曲／編） - 黃宗澤 - 哪吒傳奇（曲／葉肇中、鄧智偉編） - 黃宗澤 - 神話（曲） |

### 2006年
| - 吳卓羲 - 太陽之手（曲／編） - 佘詩曼 - 出走公主（曲） - 林峯、鄭嘉穎、吳卓羲、黃宗澤 - Put Your Hands Up（葉肇中、陳詩慧、鄧智偉曲／詞） - 馬浚偉 - 放學ICU（曲／編） - 馬浚偉 - 會友之鄉（曲／鄧智偉、葉肇中編） | - 陳敏之 - 逐格重播（葉肇中、鄧智偉曲／葉肇中編） - 黃宗澤 - 第幾天（曲／葉肇中、溫淦洋編） - 楊思琦 - 只需要你（葉肇中、鄧智偉、譚天樂編） - 鄭嘉穎 - Keroro軍曹（編） - 謝珊珊、黃卓慧、謝兆韵、孫慧雪、陳文靜 - 粥粉麵飯糖水餐（曲） - 《大國崛起》主題音樂（曲） |

### 2007年
| - 司徒瑞祈、胡諾言、賀朗軒、羅力文、陳楚欣、楊曉澄 - 愛世界（曲／編） - 吳卓羲、吳浩康、關智斌 - 邁向夢想的天空（葉肇中、陳詩慧、鄧智偉曲／詞／葉肇中編） - 馬浚偉、陳山聰 - 天數（曲／編） - 馬國明 - 選擇我（曲） - 陳百祥 - 奧運玩得叻（葉肇中、鄧智偉、陳詩慧、周永恆曲／詞／葉肇中編） | - 黃宗澤 - 有口難言（曲／編） - 鄭嘉穎、黃宗澤 - 強劍（曲／編） - 鄧健泓 - 起飛（曲／編） - 鍾嘉欣 - 心心相印（曲） - 《通天幹探》主題音樂（鄧智偉、葉肇中曲） |

### 2008年
| - 王祖藍 - 奇幻旅程（編） - 放學ICU主持 - 一於繼續笑（編） - 林峯、吳卓羲、陳鍵鋒、馬國明 - 風暴（葉肇中、鄧智偉曲） - 徐子珊 - 愛在搖籃（編） - 馬浚偉、楊怡 - 愛怎麼說（曲） - 馬浚偉、鄭希怡 - 豺狼與羊（編） - 馬德鐘、佘詩曼 - 陪你哭也只得我（曲） - 商天娥 - 有我亦有你（編） | - 郭晉安 - 花樣奇案（曲） - 陳柏宇 - 魔法戰隊（編） - 廖碧兒 - 夢（編） - 鄭融 - 天道（葉肇中、何健敏編） - 蕭正楠 - 超人的秘密（曲／編） - 鍾嘉欣 - 彩雲國物語（編） - 羅嘉良、胡杏兒 - 當狗愛上貓（曲／編） - 《原來愛上賊》主題音樂（曲） |

### 2009年
| - 何詠雯、駱芷茵 - 補習升Level（編） - 王君馨 - 守護甜心（編） - 吳卓羲 - 太極千字文（曲） - 吳卓羲 - 紅蝴蝶（葉肇中、鄧智偉曲／葉肇中編） - 吳雨霏 - 爆笑管家（曲） - 李逸朗、黎諾懿 - 大冬瓜（曲／編） - RubberBand - 幪面超人Climax Jump（編） | - 馬浚偉、鍾嘉欣 - 老友狗狗（曲／編） - 郭晉安 - 追根究柢（曲） - 陳偉霆 - 超人梅比斯（曲／編） - 鄭少秋 - 命運遊戲（曲／編） - 鄧紫棋 - 夢幻組合（編） - 《My Name Is 邦》主題音樂（曲） |

### 2010年
| - Super 4 - 灰色控訴（曲／編／鄧智偉、葉肇中監） - 王祖藍 - 別低估我（曲／編） - 古巨基 - 義海豪情（葉肇中、鄧智偉曲） - 何紫慧 - I Do（曲／編） - 何雁詩 - 幸福節奏（曲／編） - 何雁詩 - 撲火（曲／編） - 周永恒 - 放手（葉肇中、Fergus Chow編） - 周志文、周志康 - Your Love（曲／編／鄧智偉、葉肇中監） - 林保怡 - 心中有數（曲／編） - 胡杏兒 - 忘掉自己（曲／編） - 苗僑偉、謝天華 - 大丈夫係我（編） | - 馬浚偉 - 聽說（曲／編） - 馬德鐘 - 一不留神（曲／編） - 許廷鏗 - 我的離開也是愛（曲／編／張美賢、葉肇中詞／鄧智偉、葉肇中監） - 陳法拉 - 愛情轉駁（編） - 陳康健 - 光的希冀（曲／編） - 黃宗澤 - 盡快愛（曲／編） - 黃宗澤、吳卓羲 - Run（曲／編） - 劉威煌 - 不離不棄（曲／編） - 鄭嘉穎 - 雪下思（葉肇中、鄧智偉曲／葉肇中編） - 黎耀祥 - 紅蝴蝶（葉肇中、鄧智偉曲／葉肇中編） - 《健康奇案錄》主題音樂（曲） |

### 2011年
| - 劉威煌 - 潛伏（曲／編） - 太 極 - 今朝有酒（編） - 張智霖 - 究竟海有幾深（編） - 徐淑敏、丁樂鍶、黃山怡 - Sweety baby（曲／編／監） - 李治廷、林欣彤 - I Love Hong Kong（編） - 林欣彤 - 一人旅行團（Fergus Chow、葉肇中曲／編） - 林欣彤、劉威煌、許廷鏗、吳業坤、羅孝勇、何雁詩 - 飛聲（曲／編） - 狄易達 - 乘著光影戀愛（鄧建明、葉肇中曲／編／監） - 歐陽靖、Kolor蘇浩才 - 《功夫新星》主題曲（編） - 胡杏兒 - 天造地設（曲／編／監） - 胡鴻鈞 - 天道同行（曲／編） - 胡鴻鈞 - 飄花（曲／編／鄧智偉、葉肇中監） - 葛民輝 - 吹水同鄉會（曲） - 謝天華 - 獨行（曲／編） - 謝天華、徐子珊 - 我等你（曲／編） | - 鄭融 - 成就感（曲／編） - 阮兆祥、李思捷、王祖藍 - 踢拖（鄧智偉、葉肇中曲／監／葉肇中編） - 阮小儀、金剛 - 街坊廚神（曲／編） - 陳國峰 - On the Road（編／監） - 陳豪、吳卓羲 - 春風化雨（鄧智偉、葉肇中曲／葉肇中編） - 陳鴻碩 - 沙粒（編） - 馬德鐘 - 江山（鄧智偉、葉肇中曲） - 馬浚偉 - 變天（曲／編／監） - 許廷鏗 - 上善若水（鄧智偉、葉肇中監） - 黃宗澤 - 底線（曲／編） - 黎耀祥、吳卓羲 - 目擊（曲／編） - 群星 - 始終都係朋友好（編） - 《你們我們他們》主題音樂（葉肇中、鄧智偉曲） - 《變身男女Chok Chok Chok》主題曲 - Keep Choking（曲／編） |

### 2012年
| - 古巨基 - 追夢者（鄧智偉、葉肇中曲／監／葉肇中編） - 王祖藍、阮兆祥、李思捷 - 愛歌（曲／編／監） - 吳卓羲 - 有時（曲／編） - 吳卓羲、陳展鵬 - 千鈞一髮（曲／編） - 狄易達、蔚雨芯 - 傻瓜機（曲／編／鄧智偉、葉肇中監） - 謝天華、森美 - 疑幻人生（曲／編） - 阮兆祥、陳展鵬、喬寶寶 - 瘦薪族（曲／編／監） - 胡杏兒、李思捷 - 交換快樂（曲／編／監） - 胡鴻鈞 - 一生一心（曲／編） - 鄭嘉穎 - 一擊即中（曲／編） - 蕭正楠 - 我的歷史（曲／編／監） - 錢嘉樂、洪天明、金剛 - Wonderful（曲／編） | - 陳法拉 - 缺陷美（編） - 馬德鐘 - 身邊的依據（編） - 黎耀祥、胡定欣 - 日月（曲／編） - 農 夫 - 揮春啟示錄（曲／編／鄧智偉、葉肇中監） - 謝東閔 - 勇氣（編） - 蘇民峰、溫家偉 - 峰衣足食（曲／編） - 阮小儀、金剛 - 街坊廚神食四方（曲／編） - 林師傑 - 小木偶的話（編／監） - 林師傑 - 騙徒（編／監） - 譚嘉儀 - 抱抱Christmas（曲／編／監） - 《登登登對》主題音樂（曲） - 《靚人靚湯》主題音樂（曲／編） |

### 2013年
| - 伍詠薇 - 紅孽（監） - 周志康、周志文、譚嘉儀、林師傑、劉威煌 -《反斗紅星放暑假》主題曲（曲） - 謝天華 - 狙擊人生（曲／編／監） - 胡鴻鈞 - 化蝶（編／鄧智偉、葉肇中監） - 胡鴻鈞 - 明白了（曲／編／鄧智偉、葉肇中監） - 胡鴻鈞、鍾嘉欣 - 交替之間（曲／編／鄧智偉、葉肇中監） - 張景淳、陳華鑫 - Dream Chaser（曲／編／監） - 鄭俊弘、田蕊妮 - 兩句（曲／編／鄧智偉、葉肇中監） - 陳展鵬、蕭正楠 - 巨輪（鄧智偉、葉肇中曲／監／葉肇中編） - 陳展鵬 - 小草（曲／編／鄧智偉、葉肇中監） - 陳敏之 - 這首歌（曲／編／鄧智偉、葉肇中監） | - 敖嘉年 - 意想不到（曲／編／鄧智偉、葉肇中監） - 黃子華 - My盛Lady（編／鄧智偉、葉肇中監） - 劉威煌 - 不棄也不離（曲／編） - 謝安琪 - 梦（編） - 林師傑 - 逃出地球（編／監） - 薛家燕、林盛斌、呂慧儀 -《寵愛wakaka》主題曲（曲） - 吳家樂、陳國峰、何傲兒、阿 感、李思雅、張秀文 -《玩轉世界盃》主題曲（曲） - 《叻哥遊世界》配樂（葉肇中、葉澍暉、Tige Hui曲） - 《叛逃》主题音樂（曲） - 《玩嘢王》音樂（曲） - 《街頭魔法王》音樂（曲） |

### 2014年
| - J.Arie - 不想再見（曲／葉肇中、葉澍暉編） - 王祖藍、何雁詩 - 忠臣（曲／編／鄧智偉、葉肇中監） - 天堂鳥 - What You Want（葉澍暉、葉肇中監） - 天堂鳥 - Hey A （國語）（葉澍暉、葉肇中監） | - 天堂鳥 - 飛翔（曲／葉肇中、葉澍暉編／監） - 何雁詩 - 綿羊仔（葉肇中、Fergus Chow曲／編） - 林師傑 - 小天使的話（編／監） |

### 2015年
| - BOP - Set Me Free（葉澍暉、韋雄、葉肇中監） - BOP - Countdown（葉澍暉、韋雄、葉肇中監） - 周麗淇 - 戲中有戲（鄧智偉、葉肇中曲） - 鄭 融 - Sick（葉肇中、葉澍暉曲／編／葉肇中、韋雄、葉澍暉監） - 鄭 融 - 黑面神（曲） - 鄭 融 - 興趣班（曲） | - 劉威煌 - 為了愛（葉肇中、葉澍暉曲／編／葉肇中、韋雄、葉澍暉監） - 劉威煌 - 完美男人（葉肇中、葉澍暉曲／編／葉肇中、韋雄、葉澍暉監） - 劉威煌 - My Time（曲／編／葉肇中、韋雄監） - 蕭敬騰 - 一起精彩 （曲） - 蔚雨芯 - 疼妳（葉肇中、葉澍暉曲／編／葉肇中、韋雄、葉澍暉監） |

### 2016年
| - HANA - 傻瓜裡的童話（葉澍暉、葉肇中監） - 徐子珊 - 戀愛天窗（編／監） | - 鄭 融 - 親熱（曲／葉肇中、葉澍暉編／監） - 劉威煌 - 老茶遊記（曲／葉肇中、葉澍暉編／葉肇中、韋雄、葉澍暉、黃厚霖監） |

### 2017年
| - HANA - 下雨（編／監） - 石詠莉 - 誰令你心痴（葉肇中、鄧健泓監） - 石詠莉 - 完全（編） | - 可 嵐 Feat. MC海 - 如果…信（編／監） - 劉威煌 - 灰狗（曲／編／監） |

### 2018年
| - 可嵐、黎俊彥 - 心聲回應（曲／編／監） - 吳淦軒 - 親愛的（曲／編／監） - 黃宗澤、吳卓羲 - 雖然⋯這個世界（曲／編／監） | - 蔚雨芯 - 後來沒有你（曲／編／監） - 鄧健泓 - 那年。某日（編） |

### 2019年
| - The Dummy - 覺醒（曲／詞／編／監） - 孫慧雪 - 小說故事（曲／編／監） - 孫慧雪 - 抱緊（曲／編／監） | - 張紋嘉、楊潮凱 - 狠心放手（曲／編／監） - 高天鶴、鞠紅川、蔡程昱 - 2019芒果音樂節主题曲 Favorite（曲／編／監） |

### 2020年
| - BOP - 冒險島（曲／編／監） - At70 - 70+（曲／詞／編／監） - 佩男Puinam - 《天涯幻夢》遊戲主題曲｜憾情-粵語版 (詞) | - 孫慧雪 - 《龍武M》手機遊戲主题曲 - 龍武之約 （監） - 鄒文正 - Fighting Online（曲／編／監） |

### 2021年
| - 石詠莉 - 期間限定（編） | - 劉威煌 - 長話短說（曲／詞／編／監） |

### 2022年
| - 黃曦桃 TAOTAO - 好想和你踩 Roller（晴天林、梁穎童、葉肇中曲／詞／葉肇中編／監） | - 蘇煒喬 - 一百億負能量戰士（曲／詞／編／監） |

### 2023年
| - 達哥 - 戰記（監） | - 石詠莉 - 我們之間（編／監） |

## 電影音樂製作
- 2010年《72家租客》電影音樂
- 2011年《我愛香港開心萬歲》電影音樂
- 2012年《2012我愛HK 喜上加囍》電影音樂
- 2013年《2013我愛HK 恭喜發財》電影音樂
- 2015年《小姐誘心》電影音樂
- 2015年《碟仙碟仙》電影音樂
- 2015年《沒女神探》電影音樂
- 2016年《紀念日》電影音樂
- 2016年《老笠》電影音樂
- 2016年《大尾鱸鰻2》台灣電影音樂
- 2017年《怪咖》微電影音樂
- 2018年《女士復仇》電影音樂
- 2019年《被遺忘的勇氣》微電影音樂
- 2019年《花漾情緣》電影音樂
- 2023年 《不是你不愛你》電影音樂

## 電視劇音樂製作
- 2016年《播多拉的秘密》中國電視劇原創配樂
- 2016年《明天你好》中國電視劇原創配樂
- 2018年《飛虎之潛行極戰》電視劇音樂配樂及主題曲
- 2019年《以父之名》中國電視劇原創配樂
- 2021年 RTHK 《我們之間》原創配樂
- 2022年 TVB台慶劇《美麗戰場》原創配樂

## 大型表演及演唱會製作
- 2010年7月30-31日 - 《咪咁扮嘢王祖藍演嘢會》 - 音樂設計
- 2011年7月21日 - 上海《天地一斗炫靈感之夜暨明星籃球表演賽》音樂
- 2015年10月16日 - 劉威煌《My Time演唱會》- 音樂總監
- 2018年4月29日- 鄧健泓《阿泓Music Live Concert 2018》- 音樂總監
- 2018年9月15日- 湖南廣播電視台《芒果音樂節 2018》湖南昭山站- 表演嘉賓
- 2018年10月3日- 湖南廣播電視台《芒果音樂節 2018》中國攀枝花站- 表演嘉賓
- 2018年12月1日- 可嵐《第五維度演唱會2018》- 音樂總監
- 2019年4月6日- 陳國峰《陳國峰LIVE 2019演唱會》- 音樂總監
- 2021年4月30日- 劉威煌《Ryan Lau Rebirth Concert 2021》- 音樂總監

## 個人專訪
- TVB周刊 Issue 813 - 幕後人語 Part 1
- TVB周刊 Issue 813 - 幕後人語 Part 2
- 香港01音樂

## 獲獎作品

### 2005年
- 《2005年度兒歌金曲頒獎典禮》十大兒歌金曲 - 《哪吒傳奇》主題曲 - 哪吒傳奇（曲／葉肇中、鄧智偉編）

### 2006年
- 《2006年度兒歌金曲頒獎典禮》十大兒歌金曲及金曲金獎 - 《Keroro軍曹》主題曲 - Keroro軍曹（編）
- 《2006年度兒歌金曲頒獎典禮》十大兒歌金曲 - 《放學ICU》主題曲 - 放學ICU（曲／編）
- 《2006年度兒歌金曲頒獎典禮》十大兒歌金曲 - 《龍王傳說》主題曲 - 龍王傳說（葉肇中、鄧智偉編）

### 2007年
- 《2007年度兒歌金曲頒獎典禮》十大兒歌金曲 - 《單車新人王》主題曲 - 起飛（曲／編）

### 2008年
- 《2008年度兒歌金曲頒獎典禮》十大兒歌金曲及金曲金獎 - 《彩雲國物語》主題曲 - 彩雲國物語（編）
- 《2008年度兒歌金曲頒獎典禮》十大兒歌金曲 - 《魔法戰隊》主題曲 - 魔法戰隊（編）
- 《2008年度兒歌金曲頒獎典禮》十大兒歌金曲 - 一於繼續笑（編）

### 2009年
- 《2009年度兒歌金曲頒獎典禮》十大兒歌金曲及金曲金獎 - 《多啦A夢》主題曲 - 夢（編）
- 《2009年度兒歌金曲頒獎典禮》十大兒歌金曲 - 《超人梅比斯》主題曲 - 超人梅比斯（曲／編）
- 《2009年度兒歌金曲頒獎典禮》十大兒歌金曲 - 《我們這一家》主題曲 - 有我亦有你（編）
- 《2009年度兒歌金曲頒獎典禮》十大兒歌金曲 - 《藍龍》主題曲 - 奇幻旅程（編）
- 《2009年度兒歌金曲頒獎典禮》十大兒歌金曲 - 《幪面超人甲鬥王》主題曲 - 天道（葉肇中、何健敏編）
- 《2009年度兒歌金曲頒獎典禮》十大兒歌金曲 - 《孤星淚》主題曲 - 孤星淚（編）
- 《2009年度兒歌金曲頒獎典禮》十大兒歌金曲 - 《守護蛋精靈》主題曲 - 守護甜心（編）

### 2010年
- 古巨基－義海豪情（葉肇中、鄧智偉曲）

《2010年勁歌金曲優秀選第三回》優秀選得獎金曲
《2010年度十大勁歌金曲頒獎典禮》十大勁歌金曲

### 2012年
- 鄭嘉穎－一擊即中（曲／編）

《2012年勁歌金曲優秀選第二回》優秀選得獎金曲
- 狄易達、蔚雨芯 - 傻瓜機（曲／編／鄧智偉、葉肇中監）

《2012年度新城勁爆頒獎禮》新城勁爆合唱歌曲
- 胡鴻鈞 - 一生一心（曲／編）

《2012年Sina Music樂壇民意指數頒獎禮》電視劇歌曲獎

### 2013年
- 胡鴻鈞 - 化蝶（編／鄧智偉、葉肇中監）

《2013年度勁歌金曲頒獎典禮》勁歌金曲獎第二位
- 胡鴻鈞 - 明白了（曲／編／鄧智偉、葉肇中監）

《2013年度勁歌金曲頒獎典禮》勁歌金曲獎第十三位

### 2016年
- 菊梓喬 - 傻瓜裡的童話（葉肇中監）

《2016年度廣州新音樂十大金曲》歌曲監制獎項

### 2019年
- 微電影《被遺忘的勇氣》 （葉肇中配樂，主題曲）

《2019年最佳微電影製作大獎銅獎》

## 外部連結
- 葉肇中的新浪微博
- The Dummy的新浪微博
- 葉肇中的Youtube頻道 （页面存档备份，存于）